# Challenger Antofagasta
Il Challenger Antofagasta è un torneo professionistico di tennis giocato su campi in terra rossa, facente parte dell'ATP Challenger Tour. Si gioca dal 2023 all'AutoClub Antofagasta di Antofagasta, in Cile.

## Albo d'oro

### Singolare
| Anno | Campione              | Finalista      | Punteggio     |
| ---- | --------------------- | -------------- | ------------- |
| 2024 | Juan Manuel Cerúndolo | Daniel Vallejo | 3–6, 6–2, 6–4 |
| 2023 | Camilo Ugo Carabelli  | Tristan Boyer  | 3–6, 6–1, 7–5 |

### Doppio
| Anno | Campioni                      | Finalisti                      | Punteggio        |
| ---- | ----------------------------- | ------------------------------ | ---------------- |
| 2024 | Mateus Alves Matías Soto      | Leonardo Aboian Valerio Aboian | 6–1, 6–4         |
| 2023 | Boris Arias Federico Zeballos | Luciano Darderi Murkel Dellien | 5–7, 6–4, [10–8] |